# Cirrhipathes nana
Cirrhipathes nana is een Antipathariasoort uit de familie van de Antipathidae. De wetenschappelijke naam van de soort is voor het eerst geldig gepubliceerd in 1910 door van Pesch.